# 厄德洛小煤炱
厄德洛小煤炱（学名：Meliola heudelotii）是属于小煤炱目小煤炱科小煤炱属的一种真菌，寄生在谷木属植物上。该种分布于中国、印度、塞内加尔、塞拉利昂等地。